# Toy Wang Yi
Toy Wang Yi (chinesisch Toy王奕, Pinyin Toy Wáng yì; * 24. August 1993) ist ein chinesischer Rapper und B-Boy aus Changsha, Provinz Hunan. Er nennt sich auch Young Toy.

## Leben
Toy Wang Yi begann seine Karriere zunächst als B-Boy. 2006 war er Gast in einer Sendung namens 今晚看我的 (deutsch: „Heute Abend seh' ich mein...“), im folgenden Jahr gewann er ein Break Dance-Wettbewerb in Hengyang, 2009 gelang ihm dieser Erfolg in einem anderen Wettbewerb erneut. Im selben Jahr studierte er an einem Konservatorium in Peking, wo er bis 2010 blieb.
Anschließend entschloss er sich, Rapper zu werden, so trat er 2011 in einer Bar auf. Nach mehreren Teilnahmen an Jams erschien sein erstes Album Time Of Youth(青春时刻) am 8. April 2015, es folgten weitere EPs.

## Diskografie

### Alben
- 2015: Time Of Youth(青春时刻)

### EPs
- 2015: Time Of Youth
- 2015: Respect Cypher(Cypher)
- 2015: POPRICE(POPRICE)
- 2015: YJ;TT;TOY(陪你过冬天)
- 2016: 《良心港》(Prod by 梁笑生)
- 2016: Never Lonely(陪在你身边)
- 2016: Stay Alone Together(孤单并肩)